# Bunkyū
Bunkyū (文久?) è stata un'era giapponese, successiva all'era Man'en e precedente all'era Genji, che va dal 27 marzo 1861 al 1º marzo 1864 e nella quale l'imperatore era Kōmei.

## Cambio d'epoca
Il cambio d'epoca è avvenuto il 29 marzo 1861 ed il nome Bunkyū (che significa "Storia letterata") fu creato a causa di una credenza tratta dall'astrologia cinese che afferma che il 58º anno di ogni ciclo zodiacale porta grandi cambiamenti.

## Eventi dell'eraBunkyū
- 1861: Ukai Gyokusen fonda il primo studio fotografico commerciale a Edo.[3]
- Gennaio 1862: le isole Ogasawara vengono riconfermate come parte del territorio giapponese.
- 1862: le riforme Bunkyū allentano le restrizioni sui daimyō che erano state imposte da Ii Naosuke durante l'era Ansei.[4]
- 14 settembre 1862: avviene l'incidente di Namamugi in cui viene ucciso il mercante inglese Charles Lennox Richardson.
- 22 aprile 1863: lo shōgun Iemochi viene convocato dall'imperatore nella capitale Heian-kyō e la raggiunge con una scorta di 3.000 servitori. L'ultimo shōgun a visitare la capitale era stat oIemitsu nel 1634.[5]
- 28 aprile 1863: l'imperatore Komei va in processione ai Santuari Kamo, insieme allo shōgun, ai principali funzionari ed a molti signori feudali. Si tratta della prima volta da quando l'imperatore Go-Mizunoo aveva visitato il castello di Nijō più di 230 anni prima, mentre l'ultima visita a Kamo risaliva al 1334 quando l'imperatore Go-Daigo onorò entrambi i santuari.[5]
- 29 aprile 1863: Aizu accetta sotto il suo patrocinio gli uomini del Rōshigumi, che poi formarono lo Shinsengumi.
- 2 maggio 1863: gli uomini Rōshigumi presi sotto il patronato di Aizu si recano al tempio Konkaikōmyōji per la loro prima apparizione pubblica ufficiale e per rendere omaggio al loro nuovo mecenate, Matsudaira Katamori.
- 15-17 agosto 1863: Kagoshima viene bombardata come rappresaglia per l'incidente di Namamugi.